# Base antarctique Comandante Ferraz
Pour les articles homonymes, voir Ferraz.
La base antarctique Comandante Ferraz (en portugais : Estação Antártica Comandante Ferraz - EACF) est une station de recherche brésilienne sur l'île du Roi-George (Shetland du Sud) au nord de la péninsule Antarctique. C'est une composante du programme antarctique brésilien (PROANTAR). Située au fond de la baie de l'Amirauté, sur la péninsule Keller, elle est voisine de la base péruvienne Machu Picchu et de la base polonaise Henryk Arctowski.
Elle est nommée en l'honneur du commandant de la Marine brésilienne Luís Antônio de Carvalho Ferraz, hydrographe et océanographe.

## Histoire
La base antarctique Comandante Ferraz est installée au cours de l'Opération antarctique II le 6 février 1984 et son effectif se compose alors de 12 personnes. Elle est constituée de 8 modules qui seront étendus au nombre de 33 l'année suivante.
À partir de 1986 (lancement de l'Opération antarctique IV), la base est occupée 365 jours par an.
À cette époque, près de la station principale se trouvaient plusieurs petites structures qui dépendaient administrativement et logistiquement de la base :
- Refuge Astronome Cruls.
- Refuge Emílio Goeldi.
- Refuge Ingénieur Wiltgen.
- Refuge Père Balduino Rambo.

Le 25 février 2012, un incendie se déclenche et provoque une explosion qui fera deux morts et un blessé. Ces trois militaires brésiliens tentaient d'éteindre le feu qui s'était déclaré dans la salle des générateurs électriques à la suite d'un court-circuit. La base est alors entièrement évacuée et 30 scientifiques, 12 militaires, un alpiniste et un fonctionnaire de l'État brésilien sont transférés vers Punta Arenas et rapatriés au Brésil. Avec un budget de 40 millions de R$, le ministère brésilien de la Défense a prévu de reconstruire en deux ou trois ans la base qui a été  détruite à 70 %,.
Consécutivement, à cet incendie, la station a été entièrement démantelée et environ 800 tonnes de débris ont été réexpédiées au Brésil. Le gouvernement brésilien a débloqué 20 millions de dollars pour la construction de 1 000 mètres carrés de modules d'urgence destinés à accueillir temporairement les chercheurs en attendant la construction d'une station permanente. En parallèle, un appel d'offres pour la reconstruction d'une structure perenne est lancé. 
La construction de la station temporaire s’achève en mai 2013 alors que le 15 avril 2013, la marine brésilienne avait annoncé qu'elle avait sélectionné le projet gagnant pour la nouvelle base du Comandante Ferraz. La proposition gagnante est revenue au cabinet d'architecture Estúdio 41, basé à Curitiba. La nouvelle base s'étend sur 3 200 mètres carrés et peut accueillir 64 personnes. Le coût du projet s'élève à environ 100 millions de dollars US. Environ 200 travailleurs chinois du CEIEC sont intervenus sur le chantier. Cette base nouvelle et moderne ouvre finalement ses portes en janvier 2020. 
La cérémonie d'ouverture, qui devait avoir lieu le 14 janvier, a été reportée au lendemain en raison des mauvaises conditions météorologiques qui ont entravé le transport des dignitaires de Punta Arenas, au Chili, vers l'Antarctique. Le 15 janvier, la cérémonie d'ouverture s'est tenue en présence du vice-président du Brésil, Hamilton Mourão, parmi d'autres invités. "Le Brésil est de retour en Antarctique avec beaucoup de force", a déclaré le ministre des sciences et de la technologie Marcos Pontes, le seul astronaute brésilien. M. Pontes a déclaré que la nouvelle installation de 4 500 mètres carrés était plus grande et plus sûre, avec 17 laboratoires, un héliport et d'autres avancées. Les scientifiques utiliseront la base pour étudier la microbiologie, les glaciers et le climat, entre autres domaines. 
La base est ravitaillée actuellement par le NApOc Ary Rongel (H-44)